# Tossjön
Tossjön är en sjö i Malung-Sälens kommun och Torsby kommun i Värmland och ingår i Göta älvs huvudavrinningsområde. Sjön har en area på 4,62 kvadratkilometer och ligger 426 meter över havet.

## Delavrinningsområde
Tossjön ingår i det delavrinningsområde (675239-134606) som SMHI kallar för Utloppet av Tåsjön. Medelhöjden är 460 meter över havet och ytan är 52,61 kvadratkilometer. Räknas de 8 avrinningsområdena uppströms in blir den ackumulerade arean 251,4 kvadratkilometer. Tåsan (Rövallen) som avvattnar avrinningsområdet har biflödesordning 2, vilket innebär att vattnet flödar genom totalt 2 vattendrag innan det når havet efter 483 kilometer. Avrinningsområdet består mestadels av skog (51 procent) och sankmarker (34 procent). Avrinningsområdet har 4,83 kvadratkilometer vattenytor vilket ger det en sjöprocent på 9,2 procent.